# Роледер, Синди
Синди Роледер (нем. Cindy Roleder; род. 21 августа 1989, Карл-Маркс-Штадт) — немецкая легкоатлетка, специализирующаяся в барьерном беге. Чемпионка Европы 2016 года в беге на 100 метров с барьерами. Серебряный призёр чемпионата мира (2015). Шестикратная чемпионка Германии. Участник летних Олимпийских игр 2012 и 2016 годов.

## Биография
На международных соревнованиях за сборную Германии выступает с 2007 года. Впервые заявила о себе на молодёжном чемпионате Европы 2011 года, где взяла бронзовую медаль в беге на 100 метров с барьерами. В том же году вышла в полуфинал чемпионата мира и с личным рекордом 12,91 заняла 12-е место.
Участвовала в Олимпийских играх в Лондоне, где показала 18-е время в полуфинале и не смогла пробиться в решающий забег.
В 2014 году заняла 6-е место на зимнем чемпионате мира, а летом стала бронзовым призёром европейского первенства.
Одно из лучших выступлений в карьере Синди пришлось на чемпионат мира 2015 года в Пекине. В предварительном забеге она показала свой лучший результат в сезоне, в полуфинале и финале обновила личный рекорд. В борьбе за первое место Роледер проиграла представительнице Ямайки Даниэль Уильямс всего 0,02 секунды и стала серебряным призёром.
На чемпионате Европы 2016 года в финале опередила белоруску Алину Талай и британку Тиффани Портер и выиграла золото. Через месяц смогла отобраться в решающий забег на Олимпийских играх, где заняла пятое место, уступив в борьбе за бронзовую медаль 0,13 секунды.
Тренируется у Вольфганга Кюне, специалиста, известного по работе с многоборцами. В 2015 году Синди участвовала в традиционном турнире среди семиборок в Ратингене, где заняла пятое место и установила высокий личный рекорд 6055 очков.
Служит в Федеральной полиции Германии. Изучала социологию и политику в Хагенском заочном университете.

## Основные результаты
| Год  | Турнир                          | Место проведения         | Дисциплина | Место       | Результат |
| ---- | ------------------------------- | ------------------------ | ---------- | ----------- | --------- |
| 2007 | Чемпионат Европы среди юниоров  | Хенгело, Нидерланды      | 100 м с/б  | 4-е         | 13,65     |
| 2008 | Чемпионат мира среди юниоров    | Быдгощ, Польша           | 100 м с/б  | 21-е (1/2)  | 14,10     |
| 2009 | Чемпионат Европы среди молодёжи | Каунас, Литва            | 100 м с/б  | 12-е (1/2)  | 13,50     |
| 2010 | Чемпионат Европы                | Барселона, Испания       | 100 м с/б  | — (1/2)     | DQ        |
| 2011 | Чемпионат Европы в помещении    | Париж, Франция           | 60 м с/б   | 11-е (1/2)  | 8,06      |
| 2011 | Командный чемпионат Европы      | Стокгольм, Швеция        | 100 м с/б  | 6-е         | 13,40     |
| 2011 | Чемпионат Европы среди молодёжи | Острава, Чехия           | 100 м с/б  | 3-е         | 13,10     |
| 2011 | Чемпионат мира                  | Тэгу, Южная Корея        | 100 м с/б  | 12-е (1/2)  | 12,91     |
| 2012 | Чемпионат мира в помещении      | Стамбул, Турция          | 60 м с/б   | 17-е (заб.) | 8,35      |
| 2012 | Чемпионат Европы                | Хельсинки, Финляндия     | 100 м с/б  | 6-е         | 13,11     |
| 2012 | Олимпийские игры                | Лондон, Великобритания   | 100 м с/б  | 18-е (1/2)  | 13,02     |
| 2014 | Чемпионат мира в помещении      | Сопот, Польша            | 60 м с/б   | 6-е         | 8,01      |
| 2014 | Чемпионат Европы                | Цюрих, Швейцария         | 100 м с/б  | 3-е         | 12,72     |
| 2014 | Континентальный кубок           | Марракеш, Марокко        | 100 м с/б  | 3-е         | 13,02     |
| 2015 | Чемпионат Европы в помещении    | Прага, Чехия             | 60 м с/б   | 4-е         | 7,93      |
| 2015 | Командный чемпионат Европы      | Чебоксары, Россия        | 100 м с/б  | 3-е         | 12,92     |
| 2015 | Чемпионат мира                  | Пекин, Китай             | 100 м с/б  | 2-е         | 12,59     |
| 2016 | Чемпионат Европы                | Амстердам, Нидерланды    | 100 м с/б  | 1-е         | 12,62     |
| 2016 | Олимпийские игры                | Рио-де-Жанейро, Бразилия | 100 м с/б  | 5-е         | 12,74     |
| 2017 | Чемпионат Европы в помещении    | Белград, Сербия          | 60 м с/б   | 1-е         | 7,88      |